# Liste des sites mégalithiques de la Vallée d'Aoste
Cette liste non exhaustive recense les principaux sites mégalithiques en Vallée d'Aoste.

## Liste
| Nom                                           | Commune   | Type              | Notes                                 | Coords.                     | Illus. |
| --------------------------------------------- | --------- | ----------------- | ------------------------------------- | --------------------------- | ------ |
| Nécropole de Vollein                          | Quart     | Site mégalithique | Comprend une soixantaine de cistes.   | 45° 44′ 48″ N, 7° 27′ 01″ E |        |
| Cromlech du Petit-Saint-Bernard               | La Thuile | Cercle de pierres | Situé sur la frontière avec la France | 45° 40′ 49″ N, 6° 53′ 02″ E |        |
| Site mégalithique de Saint-Martin-de-Corléans | Aoste     | Site mégalithique |                                       | 45° 44′ 06″ N, 7° 17′ 54″ E |        |